# Oberliga (Německá demokratická republika)
DDR-Oberliga resp. DDR-Eishockey-Oberliga byla nejvyšší hokejová liga ve Východním Německu. Byla založena v roce 1949 a zanikla v roce 1990. Od roku 1949 do roku 1970 popularita ledního hokeje stoupala a vzniklo více ligových soutěží, jejichž nejvyšší úrovní byla právě Oberliga. Přesto bylo v roce 1970 nečekaně ukončeno financování všech týmů kromě dvou (SG Dynamo Weißwasser a SC Dynamo Berlin) a ty tak zůstaly samy v nejvyšší soutěži. Některé z klubů, kterým bylo ukončeno financování pokračovalo v DDR-Bestenermittlung, což byla neoficiální soutěž. Ta navazovala na druhou nejvyšší soutěž Gruppenligu, která byla v roce 1970 zrušena. Před rokem 1970 hráli Oberligu také tyto týmy: TSC Berlin, Empor Rostock, Turbine Erfurt, ASK Crimmitschau, Einheit Dresden, SC Karl-Marx-Stadt, SG Frankenhausen, BSG Zwickau, SG Apolda, SG Schierke, SG Grün Weiß Pankow.

## Vítězové soutěže
Zdroj: 
| Ročník | Mistr                | Ročník | Mistr                | Ročník | Mistr                |
| ------ | -------------------- | ------ | -------------------- | ------ | -------------------- |
| 1949   | SG Frankenhausen     | 1963   | SG Dynamo Weißwasser | 1977   | SC Dynamo Berlin     |
| 1950   | SG Frankenhausen     | 1964   | SG Dynamo Weißwasser | 1978   | SC Dynamo Berlin     |
| 1951   | Ostglas Weißwasser   | 1965   | SG Dynamo Weißwasser | 1979   | SC Dynamo Berlin     |
| 1952   | Chemie Weißwasser    | 1966   | SC Dynamo Berlin     | 1980   | SC Dynamo Berlin     |
| 1953   | Chemie Weißwasser    | 1967   | SC Dynamo Berlin     | 1981   | SG Dynamo Weißwasser |
| 1954   | SG Dynamo Weißwasser | 1968   | SC Dynamo Berlin     | 1982   | SC Dynamo Berlin     |
| 1955   | SG Dynamo Weißwasser | 1969   | SG Dynamo Weißwasser | 1983   | SC Dynamo Berlin     |
| 1956   | SG Dynamo Weißwasser | 1970   | SG Dynamo Weißwasser | 1984   | SC Dynamo Berlin     |
| 1957   | SG Dynamo Weißwasser | 1971   | SG Dynamo Weißwasser | 1985   | SC Dynamo Berlin     |
| 1958   | SG Dynamo Weißwasser | 1972   | SG Dynamo Weißwasser | 1986   | SC Dynamo Berlin     |
| 1959   | SG Dynamo Weißwasser | 1973   | SG Dynamo Weißwasser | 1987   | SC Dynamo Berlin     |
| 1960   | SG Dynamo Weißwasser | 1974   | SG Dynamo Weißwasser | 1988   | SC Dynamo Berlin     |
| 1961   | SG Dynamo Weißwasser | 1975   | SG Dynamo Weißwasser | 1989   | SG Dynamo Weißwasser |
| 1962   | SG Dynamo Weißwasser | 1976   | SC Dynamo Berlin     | 1990   | SG Dynamo Weißwasser |

## Přehled celkových vítězů ve východoněmecké nejvyšší soutěži
Zdroj: 
| Klub                 | Tituly | Vítězné ročníky |
| -------------------- | ------ | --- |
| SG Dynamo Weißwasser | 25     | 1951, 1951/52, 1952/53, 1953/54, 1954/55, 1955/56, 1956/57, 1957/58, 1958/59, 1959/60, 1960/61, 1961/62, 1962/63, 1963/64, 1964/65, 1968/69, 1969/70, 1970/71, 1971/72, 1972/73, 1973/74, 1974/75, 1980/81, 1988/89, 1989/90 |
| SC Dynamo Berlin     | 15     | 1965/66, 1966/67, 1967/68, 1975/76, 1976/77, 1977/78, 1978/79, 1979/80, 1981/82, 1982/83, 1983/84, 1984/85, 1985/86, 1986/87, 1987/88                                                                                        |
| SG Frankenhausen     | 2      | 1949, 1950 |